# Divovski magnetootpor
Divovski magnetootpor ili gigantski magnetootpor (također GMR, od eng. Giant MagnetoResistance) je pojava velike ovisnosti električnoga otpora o vanjskome magnetskom polju u otpornicima načinjenima od tankih slojeva naizmjenično postavljenoga materijala magnetskih i nemagnetskih svojstava. Za njegovo otkriće dobili su Nobelovu nagradu za fiziku A. Fert i P. A. Grünberg 2007.

## Povijest
A. Fert je 1970. pokazao kako raspršenje elektrona, a s njime i električni otpor, ovisi o relativnoj orijentaciji spina vodljivog elektrona i smjera magnetizacije feromagneta: ako su spin elektrona i magnetizacija feromagneta paralelni, raspršenje nije veliko pa je i električni otpor malen; ako je pak njihova orijentacija antiparalelna, raspršenje je veliko pa je i otpor velik. Time je Fert našao kako se može upravljati strujom elektrona promjenom smjera magnetizacije feromagneta. Za taj je postupak nužno da debljina feromagneta ne prelazi nekoliko slojeva atoma, a metoda dobivanja tankih, nanometarskih slojeva materijala razvijena je sredinom 1980-ih.
Grünberg je, istražujući troslojne materijale, otkrio kako su smjerovi magnetizacije slojeva željeza koji su razdvojeni tankim nemagnetičnim slojem uvijek antiparalelni, ako nema vanjskoga magnetskog polja. Djelovanjem vanjskoga magnetskog polja smjerovi magnetizacije slojeva željeza mogu se promijeniti u međusobno paralelnu orijentaciju.
Fert je 1988. istraživao električna i magnetska svojstva otpornika sastavljenih od desetaka izmjeničnih slojeva željeza i kroma. Bez djelovanja vanjskoga magnetskog polja magnetizacije feromagnetičnih slojeva bile su antiparalelne pa je električni otpor bio velik. Djelovanjem vanjskoga magnetskoga polja orijentacije svih feromagnetičnih slojeva su se izjednačavale, a električni otpor se smanjivao do 80%.

## Primjena
Najšira je primjena divovskog magnetootpora u telekomunikacijskoj elektronici, i to u senzorima (glavama) za čitanje računalnih tvrdih diskova. Nanometarski senzorski dio sastoji se od dvaju feromagnetičnih slojeva odvojenih tankim nemagnetičnim slojem. Taj nemagnetični, najčešće bakreni, sloj osigurava slabo magnetsko vezanje dvaju feromagneta. Smjer magnetizacije jednoga feromagnetičnog sloja stalan je i zadan slojem jakog antiferomagneta. Drugim, slobodnim, feromagnetičnim slojem detektira se magnetsko polje na površini diska: kad bit prođe ispod toga sloja, magnetsko polje izaziva promjenu orijentacije slobodne magnetizacije u odnosu na onu koja je zadana, a to se, zbog divovskog magnetootpora, očituje kao promjena električnog otpora senzora. Osjetljivost senzora s divovskim magnetootporom znatno je veća od osjetljivosti senzora s običnim magnetootporom, pa magnetsko polje koje pohranjuje bit informacije može biti slabije i površina (ploština) koju bit zauzima na površini tvrdoga diska može biti manja, što tvrdomu disku povećava memorijski kapacitet.

## Magnetootpor
Magnetootpor je pojava ovisnosti električnoga otpora o vanjskome magnetskom polju. Magnetootpor feromagnetičnih materijala (na primjer željeza, nikla, kobalta) prvi je mjerio W. Thomson (poznat kao lord Kelvin) 1857. Pokusom je pokazao da se električni otpor razlikuje kad električna struja kroz feromagnetični vodič teče u smjeru vanjskoga magnetskog polja i okomito na smjer toga polja. Razlika vrijednosti električnoga otpora izloženoga različitim magnetskim poljima iznosi nekoliko postotaka (%), ali je to bilo dovoljno da se magnetootpor godinama koristi u magnetskim senzorima i glavama za čitanje magnetskih zapisa (na primjer tvrdi disk računala).

## Vanjske poveznice
|  | Zajednički poslužitelj ima još gradiva o temi Divovski magnetootpor |